# 呉泰錫
呉 泰錫（Oh Tae Seok、オ・テソク、1940年10月11日 - 2022年11月28日）は韓国の劇作家、演出家、元ソウル芸術大学教授。忠清南道舒川郡出身。

## 略歴
1940年10月11日、忠清南道舒川郡に生まれる。1963年に延世大哲学科を卒業後、戯曲創作と演劇の演出を始めた。1967年、朝鮮日報新春文芸に『웨딩드레스(ウォディングドレス)』が、1968年に国立劇場長幕劇の公募に『환절기(換節期)』が当選し、劇作家としても公式デビューした。呉は、『초분(草墳)』を起韓国では初の海外公演となる米公演を開いた。1984年には劇団「木花」を創団し、『아프리카(アフリカ)』で創団公演を開いた。1993年に劇団名を「木花　Repertory Company」に改名した。

### 失脚
左派文化人として有名だったが、2018年2月にセクハラや性的暴行を自身の権威を使って行っていたことが告発された。朝鮮日報によると民主と正義、人権を叫ぶ左派団体らは同じ性犯罪であるのにもかかわらず、右派か左派かなどのイデオロギー論理で右派の人物ではないことで沈黙や擁護したため世論の批判で動いたが役職解任など甘い処分で済ませた。右派系の人物の強制わいせつ問題が発覚すると、すぐさま糾弾声明を発表してきた左派系女性団体も沈黙したため同様に「女性団体は女性のための団体なのか、それとも政治的イデオロギーのための団体なのか」と一般世論に批判された。法曹・教育関連市民団体でも沈黙を続けるダブルスタンダードを見せた。同じ80歳の男性芸能関係者は「もし右派側の文芸関係者が強制わいせつなどをしていたら、とっくに消えていただろう」と左派に支配されている韓国文化・芸術界・市民団体・女性団体の卑怯さを皮肉る自体になった。

## 年譜
- 1940年、10月11日忠清南道 舒川郡 に生まれる。[1]
- 1973年、韓国日報演劇映画賞作品賞、ソウル批評家グループ第1回作品賞受賞。
- 1987年、ソウル演劇祭大賞。
- 1992年、第28回東亜演劇賞大賞受賞　。
- 1993年、第29回百想芸術大賞演劇戯曲賞、第1回大山文学賞喜劇部門。
- 1994年、韓国芸術評論家協会　最優秀芸術家。
- 2004年、第36回大韓民国文化芸術賞受賞。
- 2005年、第15回湖巌賞芸術賞受賞。
- 2012年、第48回東亜演劇賞大賞、演出賞受賞。

## 代表作品
- 1967年、웨딩드레스(ウォディングドレス) [5][6]
- 1968年、환절기(換節期)
- 1973年、초분(草墳)
- 1974年、태(胎)
- 1976年、춘풍의 처(春風の妻)
- 1978年、물보라(水煙)
- 1982年、한만선(韓満線)
- 1983年、자전거(自転車)
- 1984年、아프리카(アフリカ)
- 1986年、필부의 꿈(匹夫の夢)
- 1987年、부자유친(父子有親)
- 1988年、비닐하우스(ビニルハウス)
- 1989年、운상각(雲上閣)
- 1991年、심청이는 왜 두 번 인당수에 몸을 던졌는가(沈清はなぜ2回印塘水に身を投げたのか)
- 1992年、백구야 껑충 나지　마라(白狗、ぴょんと飛ぶな)
- 1993年、백마강 달밤에(白馬江真夜中に)